# Gabriel Chevallier

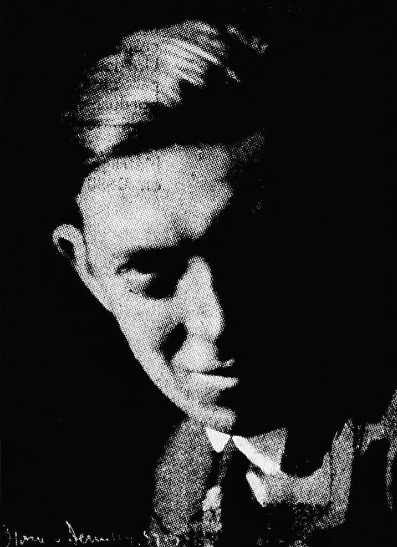
Gabriel Chevallier

Gabriel Chevallier (3 mei 1895 – 5 april 1969) was een Frans auteur.
Chevallier werd geboren in Lyon en doorliep verschillende scholen voordat hij zich in 1911 aanmeldde bij de École des Beaux-Arts in Lyon. Bij het begin van de Eerste Wereldoorlog, in 1914, werd hij opgeroepen voor militaire dienst. Hij raakte in 1915 gewond, maar keerde na herstel terug aan het front en bleef daar tot het einde van de oorlog. Over zijn belevenissen in de loopgraven schreef hij in 1930 het boek La Peur, in het Nederlands in 2009 uitgebracht als Heldenangst. De kritiek op de stompzinnigheid van de oorlog en de rol van de militaire leiding hierin maakte het tot een omstreden boek dat lang verboden is geweest in Frankrijk. 
In 1934 publiceerde hij de satirische novelle Clochemerle waarmee hij zijn naam vestigde als auteur. Het werk werd vertaald in zesentwintig talen en er werden miljoenen exemplaren van verkocht. Chevallier schreef twee vervolgen, onder meer  Clochemerle-Babylone (1954). In 1957 werd dit eerste vervolg heel succesrijk verfilmd onder de titel Le Chômeur de Clochemerle met Fernandel in de hoofdrol. 
Chevallier was getrouwd en vader van één zoon. Hij stierf in 1969 in een ziekenhuis in Cannes aan de gevolgen van een hartaanval.
- Bibsys: 90161275
- Biblioteca Nacional de España: XX887382
- Bibliothèque nationale de France: cb11896629c (data)
- Catàleg d'autoritats de noms i títols de Catalunya: 981058519281506706
- CiNii: DA07113639
- Gemeinsame Normdatei: 120384698
- International Standard Name Identifier: 0000 0001 1067 9879
- Library of Congress Control Number: n85294246
- Nationale Bibliotheek van Tsjechië: jn19990003830
- Nationale bibliotheek van Australië: 36172316
- Nationale Bibliotheek van Israël: 987007276836805171
- Nationale Bibliotheek van Polen: a0000002061465
- Nationale en Universitaire bibliotheek Zagreb: 000051231
- Nederlandse Thesaurus van Auteursnamen: 067689248
- Réseau des bibliothèques de Suisse occidentale: 02-A003101249
- Istituto Centrale per il Catalogo Unico: RAVV046725
- LIBRIS: 181498
- SNAC: w62s60jt
- Système universitaire de documentation: 026786079
- Trove: 1223783
- Virtual International Authority File: 64836847
- WorldCat: E39PBJkp3DxbgpR7v6xyDCvbVC